# Station Béthune
Station Béthune is een spoorwegstation in de Franse gemeente Béthune. Het wordt bediend door de TGV-verbinding Duinkerke - Paris-Nord (6 maal per dag) en door de TER Nord-Pas-de-Calais: lijn Arras - Calais-Ville. Door de aanleg van een tramverbinding: de Tramway Artois-Gohelle zal het station nog aan belang winnen.

## Treindienst
| Serie    | Treinsoort | Route                                                           | Bijzonderheden |
| -------- | ---------- | --------------------------------------------------------------- | -------------- |
| C 50     | TER (SNCF) | Lille-Flandres – Don-Sainghin – Béthune                         |                |
| K 50     | TER (SNCF) | Lille-Flandres – Béthune – Saint-Pol-sur-Ternoise               |                |
| K 52     | TER (SNCF) | Arras – Lens – Béthune – Hazebrouck – Dunkerque                 |                |
| P 51     | TER (SNCF) | Béthune – Saint-Pol-sur-Ternoise                                |                |
| P 52     | TER (SNCF) | Arras – Lens – Béthune – Hazebrouck                             |                |
| P 54     | TER (SNCF) | Arras – Lens – Béthune – Hazebrouck – Saint-Omer – Calais-Ville |                |
| TGV 7300 | TGV (SNCF) | Paris-Nord – Arras – Béthune – Dunkerque                        |                |